# Acrolyta mediovittata
Acrolyta mediovittata är en stekelart som först beskrevs av Otto Schmiedeknecht 1897.  Acrolyta mediovittata ingår i släktet Acrolyta och familjen brokparasitsteklar. Inga underarter finns listade i Catalogue of Life.